# Alan z Lille
Svatý Alan z Lille, také Alain, O.Cist. (latinsky Alanus ab Insulis, 1128 – 1202 nebo 1203) byl francouzský cisterciák, filosof, teolog a představitel rané scholastiky. Svými současníky býval nazýván pro svou vzdělanost doctor universalis [všestranný učitel].

## Život
Zpráv o Alanově životě je poměrně málo. Narodil se ve francouzském Lille někdy kolem roku 1128, přesné datum jeho smrti neznáme (dle výzkumu se předpokládá někdy mezi 14. dubnem 1202 a 5. dubnem 1203). Studoval v Paříži, kam nastoupil nejdříve kolem roku 1140 a kde později i vyučoval, a později působil i v Chartres. Ze psaní Jana ze Salisbury, který byl v té době Alanovým spolužákem, je velice pravděpodobné, že studoval pod mistry jako byl Pierre Abélard, Gilbert de la Porrée a Thierry z Chartres. Své nejstarší práce napsal pravděpodobně kolem roku 1150 právě v Paříži. Mnoho let působil jako profesor teologie na Pařížské univerzitě, v roce 1179 se účastnil III. lateránského koncilu a vystupoval proti albigenským sektářům.
Dochovalo se nám pouze několik záznamů z jeho hodin, avšak i z nich je patrné, že jeho styl učení byl poměrně excentrický. Navzdory tomu byl schopný se na univerzitě udržet do značně pokročilého věku. Později bydlel ve městě Montpellier (občas se mu tak přezdívá Alanus de Montepessulano), poté vystřídal několik klášterů, až nakonec vstoupil jako konvrš do cisterciáckého kláštera v Cîteaux, kde také umřel. Přesné datum jeho smrti neznáme, ale jako pravděpodobný se jeví rok 1202. Jeho hrob později upadl v zapomnění a znovu objeven byl až ve 20. století. V cisterciáckém řádu je uctíván jako světec a jeho památka je připomínána 16. července.
Během svého života se těšil obrovské reputaci a díky svým rozsáhlým znalostem byl svými kolegy nazýván doctor universalis (všestranný učitel). Většinu z Alanových spisů se bohužel nepodařilo přesně datovat a okolnosti jejich vzniku nám rovněž zůstávají skryté. Nicméně o jeho prvním významném dílu s názvem Summa Quoniam Homines víme, že bylo pravděpodobně dokončeno někdy mezi lety 1155 a 1165 (nejpravděpodobnější se jeví rok 1160), přičemž toto dílo sepisoval a vyvíjel prostřednictvím svých přednášek na Pařížské univerzitě. Z ohromného množství Alanových děl se o jeho čestné místo mezi středověkými spisovateli zasadily především dvě jeho básně: De planctu naturae, satirická báseň o lidských neřestí, a Anticlaudianus, alegorické pojednání o mravnostech.

## Teologie a filosofie
Ve své filosofii navazoval například na Anselma z Canterbury nebo Boethia. K velkým jeho vkladům do filosofie a teologie patří argumentace o nesmrtelnosti a nemateriálnosti duše. Stejně jako jeho ostatní kolegové z druhé poloviny 12. století byl Alan z Lille spíše než scholastice nakloněn mystice. Ve své básni Anticlaudianus píše: Rozum (Reason), když bude dostatečně prozíravý, může bez pomoci odhalit pravdy fyzického řádu; nicméně aby byl schopný pojmout a pochopit pravdy náboženské, musí se spolehnout na víru. Tento výrok opakuje a podporuje i ve svém dalším spise Ars catholicae fidei: Teologie se sama o sobě může projevovat jako rozum. Zde se pokusil teologii transformovat do deduktivní vědy na principu matematicko-axiomatické metody.
Alanova filosofie má v sobě trošku z aristotelovy logiky i neoplatonické filosofie.

## Díla
Při psaní jedné ze svých nejvýznamnějších básní, kterou pojmenoval De Planctu Naturae (O nářku přírody), se Alan inspiroval Filosofií utěšitelkou od Boethia. Napsal ji kolem roku 1160. Báseň, ve které se střídá verš s prózou, pojednává o přírodě, která popisuje sebe samu jako podřízenou síle Boha. Alan se v ní snaží ilustrovat, jak se lidé kvůli svým sexuálním choutkám, především kvůli homosexualitě, vzdalují od přírody a od Boha samotného. De Planctu Naturae velmi pravděpodobně inspirovalo Geoffreyho Chaucera při psaní jeho Ptačího sněmu. V díle Anticlaudianus, což je další z jeho významných děl, se snaží pomocí poetického dialogu vyjádřit, jak si příroda uvědomí, že selhala, když se snažila stvořit dokonalého člověka. Jakožto příroda má schopnost stvořit pouze tělo bez duše, a tak „je přesvědčena, aby se vydala do nebe a požádala o duši“. O století po jeho napsání byl Anticlaudianus přeložen do francouzštiny a němčiny a později byl, kolem roku 1280, zhudebněn a přepracován Adamem de la Bassée do antologie. Další z Alanových důležitých děl je jeho manuál s názvem De Arte Praedicandi (O umění kázat), ve kterém vysvětluje, jak nejlépe sepisovat a podávat kázání. Z tohoto díla je patrné Alanovo přesvědčení, že získání rozsáhlých teologických znalostí je základním předpokladem k podávání správného kázání. Během svého života proto usiloval o to, aby se tento jeho rukopis dostal ke všem duchovním, kteří by jej používali jako „praktickou příručku při tvorbě svých kázání“.
Kromě básní napsal Alan tři významné teologické spisy, z nichž první nese název Summa Quoniam Homines. Dalším je De Fide Catholica, který se datuje někdy kolem roku 1200. V tomto spise Alan usiluje o vyvrácení kacířských názorů, které zastávali především valdenští a kataři. Ve svém třetím spise, který nese název Regulae Caelestis Iuris, představuje soubor teologických pravidel (tím se vyznačovali především následovníci Gilberta de la Porrée, se kterými mohl být Alan spojován). Avšak kromě těchto teologických spisů a kromě výše zmíněných básní napsal Alan mnoho dalších prací na různá témata a v různých stylech. Z těchto dalších děl se hodí zmínit například Spekulativní teologii, Teoretickou morální teologii, Praktickou morální teologii a různé další sbírky básní.
Ve svých kázáních, ve kterých se zabývá smrtelnými hříchy, tvrdí, že homosexualita a vražda jsou nejvážnějšími hříchy, neboť zapříčinily zánik Sodomy a Gomory manifestací Božského hněvu. Svým nejvýznamnějším dílem Liber poenitenitalis, ve kterém se zabývá pokáním, a které věnoval Jindřichu ze Sully, ovlivnil mnoho příruček k pokání, které se po čtvrtém lateránském koncilu vyrojily jako houby po dešti. Alanova klasifikace hříchů, které šly proti přírodě, zahrnovala zoofilii, masturbaci, orální a anální styk, incest, cizoložství a znásilnění. Kromě toho také ve snaze bojovat proti úpadku morálky napsal také knihu proti Islámu, Židovství a křesťanským kacířům, kterou věnoval Vilém VIII. z Montpellieru.

### O nářku přírody
De Planctu Naturae, O nářku přírody, je jednou z nejvýznamnějších básní Alana z Lille, která inspirovala nespočet autorů – jedním z nich byl také anglický básník G. Chaucer. Tato báseň, napsaná pravděpodobně kolem roku 1160, byla ve středověku velice populární a hrála důležitou roli při formování pozdější lidové poezie. Popis Přírody, který Alan rozepisuje na několik stran, je ve středověku tak známý, že ostatním autorům stačí pouze zmínka a v mysli jejich čtenářů ihned vyvstane Příroda, jak ji Alan popisoval – například již zmíněný G. Chaucer píše: „Jak Alain ve svém „Nářku“ popsal ji, / i její tvář i její skvostný šat–, / tak Přírodu zde všichni poznají.”(překlad F. Krajník) Alan v básni kombinuje pohanský naturalismus a s křesťanskou ortodoxností. Píše o ubohosti člověka, která pramení z jeho nepřirozeného chování. Dvě Venuše zde zápasí o nadvládu nad člověkem, přičemž ta, která člověka nejvíce vzdaluje od jeho lidství, je ta, která vítězí. Zavrhnutí zákonů přírody člověkem a jeho posluhování této nepřirozené Venuši jsou v této básni popsány v sérii sotva zahalených perverzí, které jsou doloženy příběhy milenců z klasické mytologie.

## Alanovi přisuzovaná díla
Alan z Lille je často zaměňován s ostatními Alany, především s Alanem z Auxerre, Alanem z Podio, apod. Dokonce mu byly chybně přičteny některá z jejich děl: například Život sv. Bernarda není dílem Alana z Lille, ale Alana z Auxerre. Stejně tak Alan z Lille není autorem Memoriale rerum difficilium, které bylo pod jeho jménem publikováno, ani není autorem Moralium dogma philosophorum nebo Apocalipsis Goliae, které mu bylo v minulosti připsáno. Pochybnosti kolují i o tom, zda to byla skutečně ruka Alana z Lille, která napsala  Dicta Alani de lapide philosophico. Na druhou stranu se ale podařilo definitivně určit jeho autorství u řady jiných děl, u kterých jsme si nebyli jisti - například Ars catholicae fidei a Contra haereticos.

## Seznam děl
- De Planctu Naturae
- Anticlaudianus
- Parabolae, Proverbiae
- Distinctiones dictorum theologicarum sive summa Quot modis
- Omnis Mundi Creatura
- Summa Quoniam homines
- Liber poenitentialis
- Contra haereticos
- Regulae de sacra theologia
- De arte praedicandi
- Quod non-est celebrandum bis in die
- Expositio Prosae de Angelis
- Glosatura super Cantica
- Liber Parabolarum
- De Virtutibus, de Vitiis, de Donis Spiritus Sancti
- Hierarchia Alani
- De Miseria Mundi
- Alanova kázání